# Уоллес, Патрик
Па́трик Уо́ллес (англ. Patrick Wallace; род. 20 сентября 1969 года) — североирландский бывший профессиональный игрок в снукер.

## Биография
Получил образование в Queen’s University в Белфасте. В 1992 был капитаном команды университета, завоевавшей титул победительницы турнира среди университетов Британии.
В 2003 организовал турнир Barry McNamee Memorial Trophy в память о своём друге (также профессиональном снукеристе) Барри Макнэми, который погиб в 2002 в результате автокатастрофы.

## Достижения
Уоллес — один из немногих игроков, который достиг 1/4 чемпионата мира, впервые на нём появившись. В 2001 году на этом турнире он вначале обыграл Алана Макмануса, 10:2, и Марка Кинга, 13:5, но затем уступил своему другу и земляку — Джо Свэйлу — 11:13.
С сезона 2007/08 после выигрыша чемпионата Северной Ирландии вернулся в мэйн-тур, но по итогам сезона 2010/11 занял всего лишь 74 место в официальном рейтинге и выбыл из тура, лишившись статус профессионала.